# Пилозъби акули
Пилозъбите акули (Carcharhiniformes) са най-богатия на видове разред сред акулите, включващ над 260 вида обединени в 8 семейства с общо 48 рода. Тук спадат и някои от най-известните видове акули: синя акула (Prionace glauca), бича акула (Carcharhinus leucas), тигрова акула (Galeocerdo cuiver), акулите чук (Sphyrnidae) и други.
Членовете на разреда се характеризира с наличието на мигателна ципа на окото, две гръбни перки, аналната перка, и пет хрилни цепки. По отношение на размножаването, са застъпени всички форми срещани при акулообразните: яйцеснасящи, яйцеживородни и живородни.

## Списък на семействата и родовете
- Семейство Сиви акули (Carcharhinidae) Jordan & Evermann, 1896
  - Род Carcharhinus Blainville, 1816
  - Род Galeocerdo Müller & Henle, 1837
  - Род Glyphis Agassiz, 1843
  - Род Isogomphodon Gill, 1862
  - Род Lamiopsis Gill, 1862
  - Род Loxodon Müller & Henle, 1838
  - Род Nasolamia Compagno & Garrick, 1983
  - Род Negaprion Whitley, 1940
  - Род Prionace Cantor, 1849
  - Род Rhizoprionodon Whitley, 1929
  - Род Scoliodon Müller & Henle, 1837
  - Род Triaenodon Müller & Henle, 1837
- Семейство Hemigaleidae Hasse, 1879
  - Род Chaenogaleus Gill, 1862
  - Род Hemigaleus Bleeker, 1852
  - Род Hemipristis Agassiz, 1843
  - Род Paragaleus Budker, 1935
- Семейство Leptochariidae Gray, 1851
  - Род Leptocharias Smith, 1838
- Семейство Proscylliidae Fowler, 1941
  - Род Ctenacis Compagno, 1973
  - Род Eridacnis Smith, 1913
  - Род Proscyllium Hilgendorf, 1904
- Семейство Pseudotriakidae Gill, 1893
  - Род Gollum Compagno, 1973
  - Род Pseudotriakis Brito Capello, 1868
- Семейство Scyliorhinidae Gill, 1862
  - Род Apristurus Garman, 1913
  - Род Asymbolus Whitley, 1939
  - Род Atelomycterus Garman, 1913
  - Род Aulohalaelurus Fowler, 1934
  - Род Cephaloscyllium Gill, 1862
  - Род Cephalurus Bigelow & Schroeder, 1941
  - Род Galeus Rafinesque, 1810
  - Род Halaelurus Gill, 1862
  - Род Haploblepharus Garman, 1913
  - Род Holohalaelurus Fowler, 1934
  - Род Parmaturus Garman, 1906
  - Род Pentanchus Smith, 1912
  - Род Poroderma Smith, 1838
  - Род Schroederichthys Springer, 1966
  - Род Scyliorhinus Blainville, 1816
- Семейство Акули чук (Sphyrnidae) Gill, 1872
  - Род Eusphyra Gill, 1862
  - Род Sphyrna Rafinesque, 1810
- Семейство Triakidae Gray, 1851
  - Род Furgaleus Whitley, 1951
  - Род Galeorhinus Blainville, 1816
  - Род Gogolia Compagno, 1973
  - Род Hemitriakis Herre, 1923
  - Род Hypogaleus Smith, 1957
  - Род Iago Compagno & Springer, 1971
  - Род Mustelus Linck, 1790
  - Род Scylliogaleus Boulenger, 1902
  - Род Triakis Müller & Henle, 1838